# Uğurlu (Gökçeada)
Uğurlu ist ein Dorf auf der türkischen Insel Gökçeada / Imvroz im Ägäischen Meer. Es ist das westlichste Dorf der Türkei. Nördlich des Dorfes liegt die jungsteinzeitliche Siedlung Uğurlu Höyük, die das älteste bekannte Bauerndorf Europas ist.
Uğurlu liegt im Südwesten der Insel Gökçeada und ist 24 Kilometer vom Inselzentrum Gökçeada entfernt. Es liegt in einer fruchtbaren Ebene. Das Dorf wurde 1984 von Siedlern aus Muğla und Burdur gegründet. Es hat rund 500 Einwohner und etwa 150 Gebäude. Das Dorf hat einen Markt für den täglichen Bedarf, eine Grundschule, eine Moschee und ein Gesundheitszentrum.
In der fruchtbaren Ebene werden Getreide, Ölbäume und auch Weinreben angepflanzt. Der Stausee Uğurlu göleti nördlich des Dorfes dient der Bewässerung der Felder. Zudem wird Viehzucht und Fischerei betrieben. Im Dorf werden biologische Landwirtschaftsprodukte hergestellt, wie Olivenöl, Honig, Heilkräuter und Milchprodukte. Daneben wird der Tourismus zunehmend wichtiger.
Südlich des Dorfes liegt ein kleiner Hafen, der vor allem von Fischern benutzt wird, aber auch von Privatyachten angelaufen wird. Von hier aus erstreckt sich der Yuvalı / Livúnia-Strand (Λιβούνια) entlang der Südküste zum Kap  İnce Burun / Avlaka (Αύλακα), welches der westlichste Punkt der Türkei ist.